# Municipio de Abasha
El municipio de Abasha (en georgiano: აბაშის მუნიციპალიტეტი) es un municipio de Georgia perteneciente a la región de Mingrelia-Alta Esvanetia. El área total del municipio es 323 kilómetros cuadrados (125 mi²) y su centro administrativo es la ciudad de Abasha. La población era 22.341, según el censo de 2014.

## Geografía
Se encuentra en la llanura de Koljeti, limita con los municipios de Martvili al norte, Joni al este, Samtredia y Lanchjuti al sur y Senaki al oeste. La superficie del municipio es de 322,5 km², de los que 207,74 km² son para fines agrícolas, los bosques cubren 16,31 km².
El territorio del municipio es una llanura de 20 a 50 m sobre el nivel del mar. Está construido de sedimentos cuaternarios (rocas, arenas, arcillas). Con pendiente de noreste a suroeste. El lugar más alto del municipio se encuentra en las proximidades del pueblo de Sepieti, donde hay una ligera elevación ondulada. En los lechos de los ríos Tsjenistskali y Noghela hay arena y grava de construcción de calidad, en las cercanías de los pueblos de Dziguri y Naesakao, arcilla de ladrillo.
El municipio es rico en red hidrográfica. Los tramos inferiores de los ríos Rioni y Abasha se dan principalmente aquí. La nutrición de los ríos es de carácter mixto. Las inundaciones se caracterizan por la primavera, las aguas bajas en invierno. Los suelos son mayormente suelos carbonatados aluviales.

### Clima
El municipio tiene un clima subtropical húmedo. La temperatura media anual es de 14 °C. En enero la media de temperaturas es de 4,9 °C, en julio 22,9 °C. El mínimo absoluto es -19 °C y el máximo absoluto 39 °C. La precipitación anual es de 1620 mm, en primavera se conocen las heladas repentinas. El verano es a veces sequía. Los vientos que a veces alcanzan velocidades de 30-33 metros por segundo son monzónicos, con frecuentes brisas y brisas.
Hay pocos bosques y arbustos. Entre las especies arbóreas se encuentran principalmente: aliso, en zonas elevadas - roble de inundación y haya, también es común en Tela. En el bosque hay nueces, moras, panta, majalo y otros.

## Historia
En la década de los 70 del siglo XV, gran parte de Abasha pertenecía directamente al principado de Mingrelia, y la parte que se encuentra en la margen izquierda de los ríos Nogheli y Rioni, pertenecía a Sachilao. El centro de Sachilao era el pueblo de Tkviri. En el siglo XVI, la frontera de Sachilao se extendía hasta las montañas Eki en el oeste, Bandza en el norte, las montañas Guria en el sur y el río Gubistskala en el este. Los Chiladzes eran tan fuertes que intentaron ganar el título de príncipe. A partir de 1613 los pueblos en disputa de Sachilao (entre Mingrelia e Imericia) pasaron a formar parte del principado de Mingrelia. Los Chiladzes se debilitaron a finales de la Edad Media y Sachilao ingresó a la diócesis de Chkondidi. A partir de este momento el área se llamó Sachkondidlo en lugar de Sachilao y este nombre se mantuvo hasta 1803. 
En 1858, después de la abolición del principado de Mingrelia por parte del Imperio ruso, esta área ingresó en el mazra de Senaki mazra en la forma de sabokaul de Sujuni. El distrito de Abasha se creó en 1930, en 1963-1966 se incluyó en el distrito de Gegechkori. El 16 de diciembre de 2005, bajo del presidente Saakashvili, se reorganizaron los distritos de Georgia, como resultado de lo cual los distritos existentes se transformaron en municipios.

## Política
La asamblea municipal de Abasha (en georgiano: აბაშის საკრებულო) es un órgano representativo en el municipio de Abasha, que consta de 30 miembros que se eligen cada cuatro años. La última elección se llevó a cabo en octubre de 2021. Giga Gabelaia del Sueño Georgiano (SG) fue elegido alcalde. 
| Partido político | Partido político                       | 2017 | 2021 |
| ---------------- | -------------------------------------- | ---- | ---- |
|                  | Sueño Georgiano                        | 21   | 18   |
|                  | Movimiento Nacional Unido              | 6    | 8    |
|                  | Para Georgia                           |      | 2    |
|                  | Nuevo Centro Político-Girchi           |      | 1    |
|                  | Partido Laborista Georgiano            |      | 1    |
|                  | Georgia Europea                        | 1    |      |
|                  | Alianza de los Patriotas de Georgia    | 1    |      |
|                  | Movimiento Democrático - Georgia Unida | 1    |      |
|                  | Estado para la Gente                   | 1    |      |
|                  | Político independiente                 | 1    |      |
| Total            | Total                                  | 32   | 30   |

## División administrativa
El municipio consta de una ciudad, Abasha, 15 mancomunidades (თემი, temi),  y 35 aldeas (სოფელი, sopeli): 
Entre los pueblos del municipio de Abasha se encuentran: Dzveli Abasha, Gezati, Ketilari, Kolobani, Marani, Naesakovo, Norio, Ontopo, Pirveli Maisi, Samikao, Sepieti, Sudjuna, Tkviri, Tskemi, Zanati.

## Demografía
El municipio de Abasha ha tenido una disminución de población desde los años 70, teniendo hoy sólo dos tercios de los habitantes de entonces. 
| Municipio de Abasha                                                    | - | - | - | 37 311 | 30 286 | 30 416 | 29 246 | 28 219 | 28 707 | 22 341 | 20 800 |
| Ciudad de Abasha                                                       | - | - | - | 2264   | 4444   | -      | -      | -      | 6 430  | 4 941  |        |
| Datos: Estadística de población de Georgia desde 1897 hasta hoy. Nota: |   |   |   |        |        |        |        |        |        |        |        |

La población está compuesta por un 99,63% de georgianos, principalmente mingrelianos. Hay unos pocos cientos de rusos (0,23%) y un número menor de minorías étnicas como ucranianos y osetios.
|              | 1939      | 1939       | 1959      | 1959       | 2002      | 2002       | 2014      | 2014       |
| Grupo étnico | Población | Porcentaje | Población | Porcentaje | Población | Porcentaje | Población | Porcentaje |
| ------------ | --------- | ---------- | --------- | ---------- | --------- | ---------- | --------- | ---------- |
| Georgianos   | 35 884    | 96,2%      | 29 786    | 98,3%      | 28 474    | 99,19%     | 22 258    | 99,23%     |
| Rusos        | 897       | 2,4%       | 332       | 1,1%       | 124       | 0,43%      | 51        | 0,23%      |
| Ucranianos   | 897       | 2,4%       | 49        | 0,2%       | 15        | 0,05%      | 7         | 0,03%      |
| Abjasios     | -         | -          | -         | -          | 32        | 0,11%      | 1         | 0,01%      |
| Osetios      | 1         | 0,1%       | 6         | 0,1%       | 14        | 0,05%      | 5         | 0,02%      |
| Armenios     | 33        | 0,1%       | 57        | 0,2%       | 11        | 0,04%      | 3         | -          |
| Griegos      | 4         | 0,1%       | 8         | 0,1%       | -         | -          | 3         | 0,01%      |
| Azeríes      | -         | -          | 10        | 0,1%       | 10        | 0,03%      | 2         | 0,01%      |
| Judíos       | 440       | 1,2%       | 9         | 0,1%       | -         | -          | -         | -          |
| Alemanes     | 9         | 0,1%       | -         | -          | -         | -          | -         | -          |
| Kurdos       | 4         | 0,1%       | -         | -          | -         | -          | -         | -          |
| Otros        | -         | -          | -         | -          | -         | -          | 11        | 0,05%      |
| Total        | 37 311    | 100%       | 30 286    | 100%       | 28 707    | 100%       | 22 341    | 100%       |

## Infraestructura

### Lugares históricos
El municipio de Abasha tiene museos como la casa memorial de Konstantine Gamsajurdia. También hay iglesias de importancia nacional como la iglesia de San Jorge de Guleikari, iglesia de Sefieti o iglesia de Tkviri.

## Galería

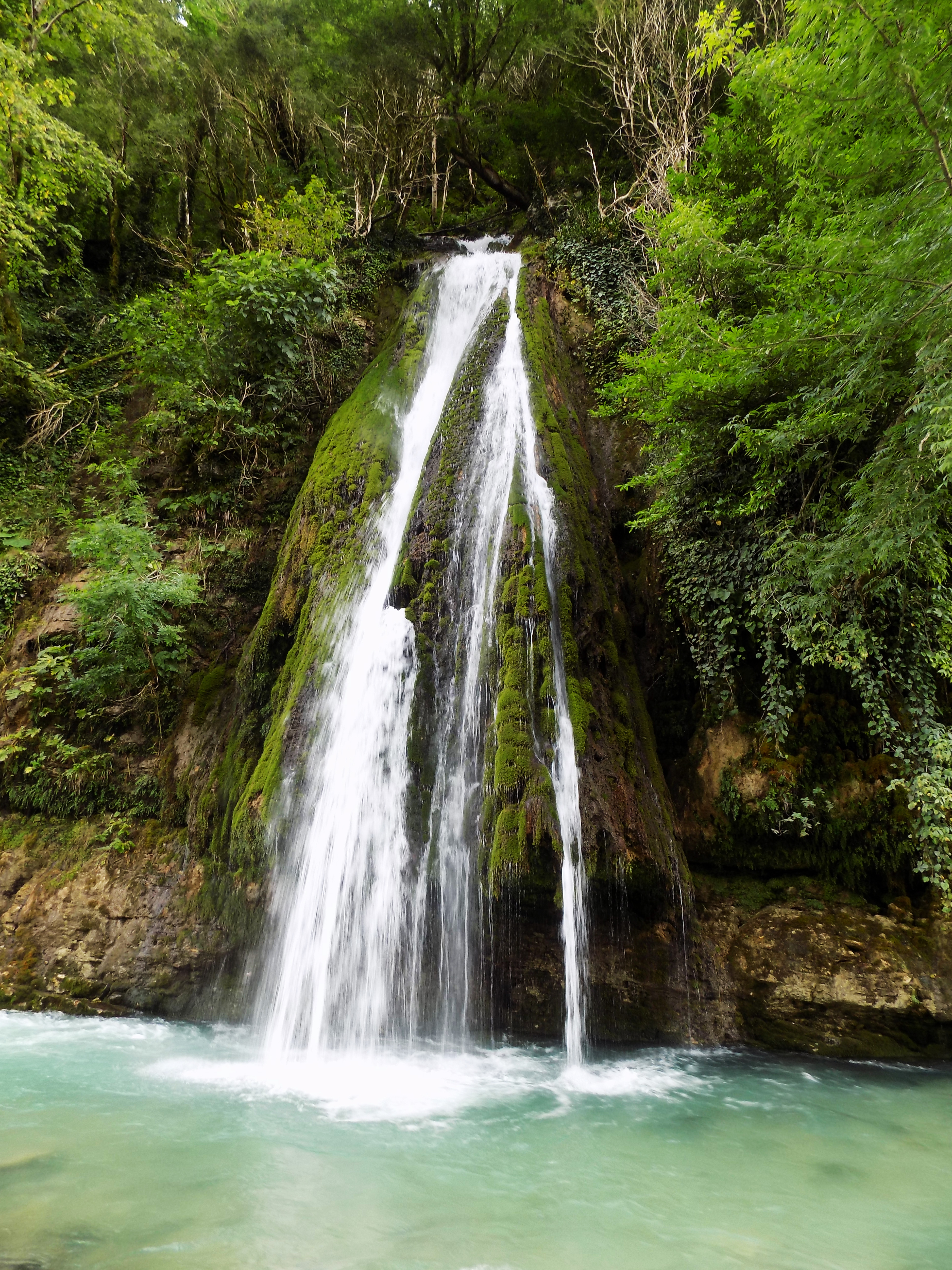
Monumento natural Catarata del río Abasha
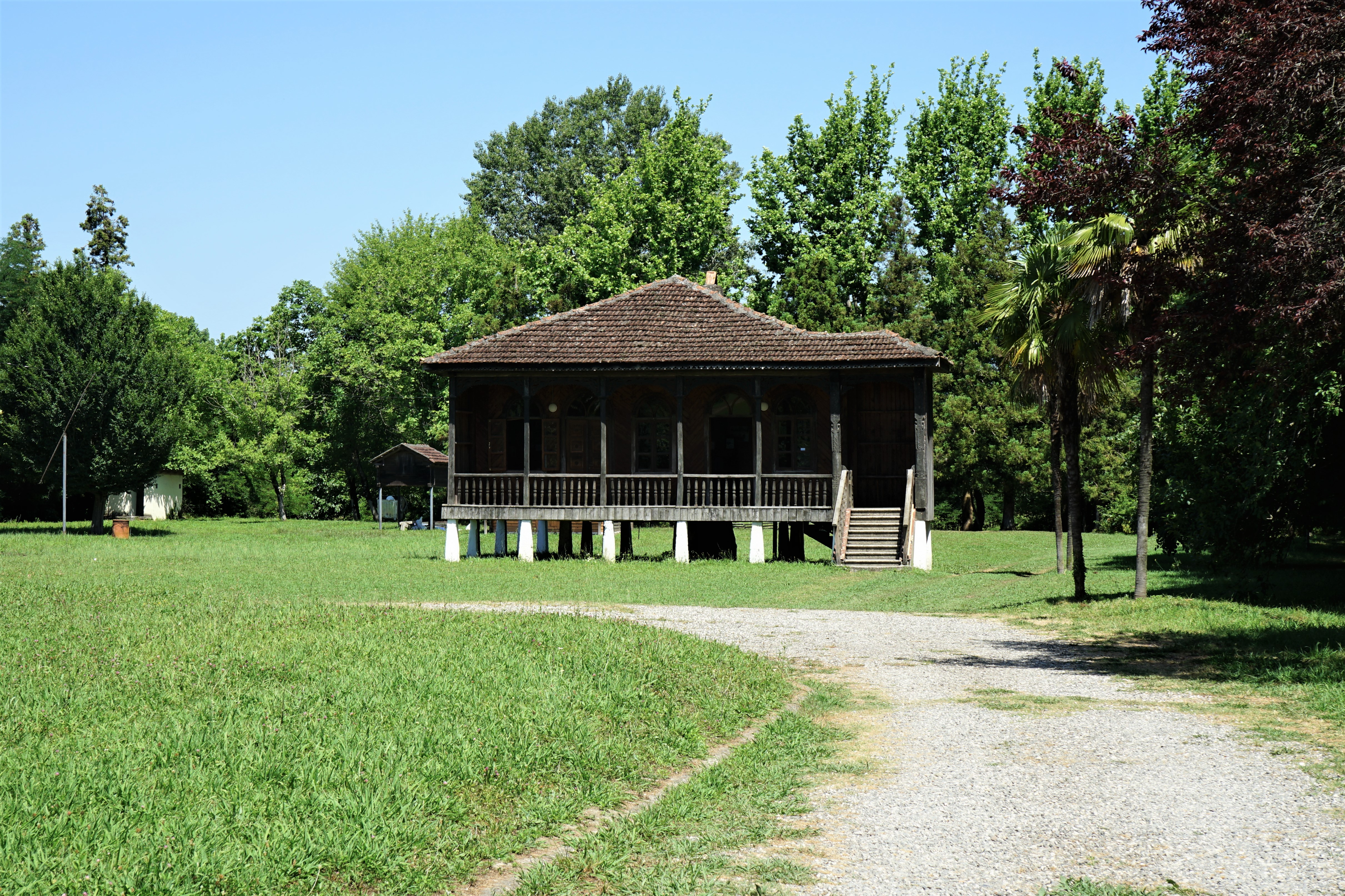
Casa memorial de Konstantine Gamsajurdia
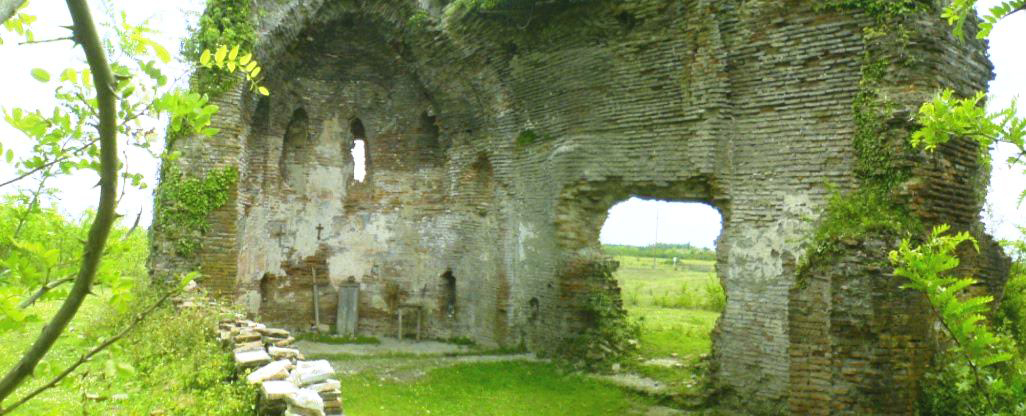
Iglesia de Kadari
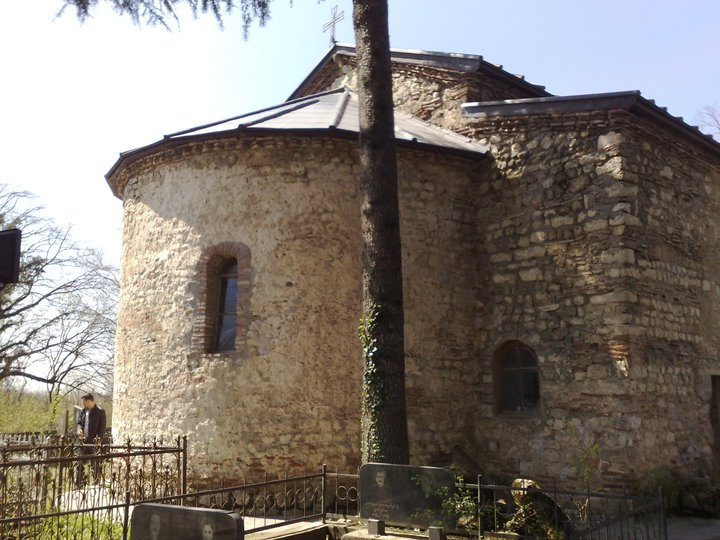
Iglesia de Sefieti
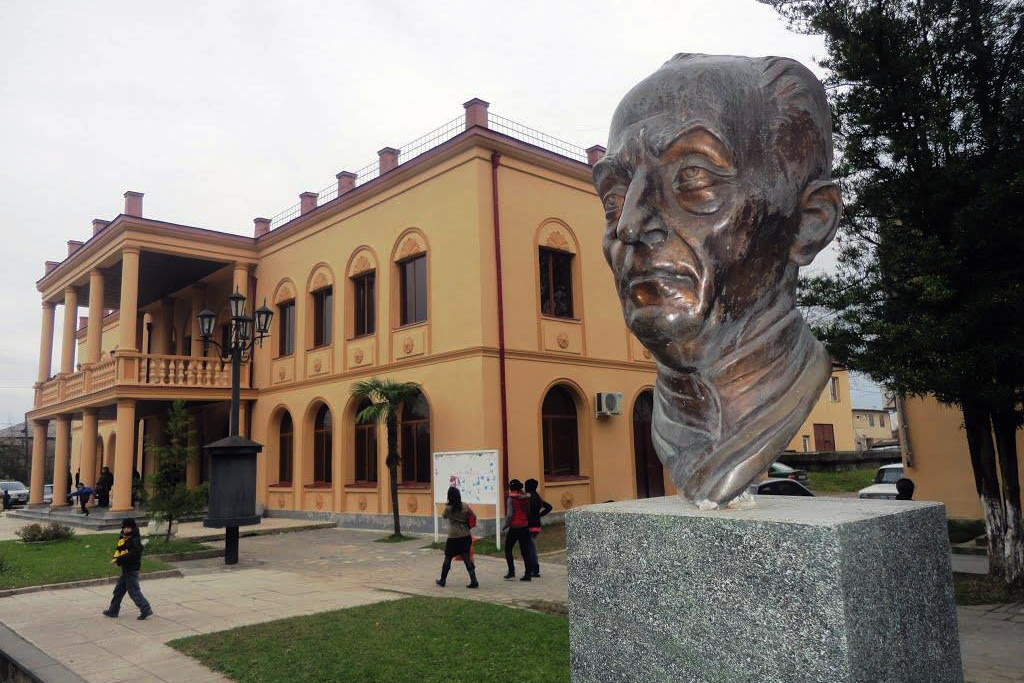
Centro cultural de Abasha